# Halopteris jedani
Halopteris jedani is een hydroïdpoliep uit de familie Halopterididae. De poliep komt uit het geslacht Halopteris. Halopteris jedani werd in 1913 voor het eerst wetenschappelijk beschreven door Billard. 